# Telekom Srbija

A cég által használt logó 1997. május 23. és 2015. április 8. között

A Telekom Srbija (teljes hivatalos neve: Preduzeće za telekomunikacije Telekom Srbija a.d. Beograd) szerb távközlési szolgáltató, székhelye Belgrádban van. A vállalat Szerbia, Bosznia-Hercegovina és Montenegró területén lát el vezetékes telefon, mobiltelefon, -és internetszolgáltatási feladatokat, jelen van Horvátországban és Koszovóban is televízióhálózatával.

## Története
A Telekom Srbiját 1997-ben alapították a PTT sistema Srbije privatizálása utáni átszervezésével, egyszemélyes részvénytársaságként. Még ebben az évben eladta jegyzett tőkékének 49%-át 1,568 milliárd német márkáért. Tulajdonosi szerkezete ekkor úgy nézett ki, hogy 51%-át a PTT Traffic Szerbia, 29%-át a Telecom Italia, 20%-át pedig az OTE tulajdonolta. 2003-ban a PTT megvásárolta a Telecom Italia részét, így 80%-os tulajdonra tett szert. 2007-ig szolgáltatási területét kiterjesztette Bosznia-Hercegovinára és Montenegróra is. 2012-ben a görög OTE megvált 20%-os tulajdonrészétől 380 millió euróért.
A 2010-es szerbiai földrengés után 3 000 000 szerb dinárt ajánlott fel a károk helyreállítására.
2012. május 3-án Szerbia kormánya a cég tulajdonának 6,94%-át a vállalat jelenlegi és korábbi alkalmazottjainak, 14,95%-át pedig a szerb állampolgároknak adta.
2015. január 6-án a Telekom Srbija megszerezte a Dunav banka részvényeinek 55,8%-át, ezzel a cég többségi tulajdonosává válva.

### Jegyzett tőke-szerkezet
2012. május 3-a szerint:
- Szerbia kormánya (58,11%)
- Telekom Srbija a.d. (20%)
- Szerbia állampolgárai (14,95%)
- A Telekom Srbija a.d. jelenlegi és korábbi alkalmazottjai (6,94%)

## Szolgáltatások

### Mobiltelefon

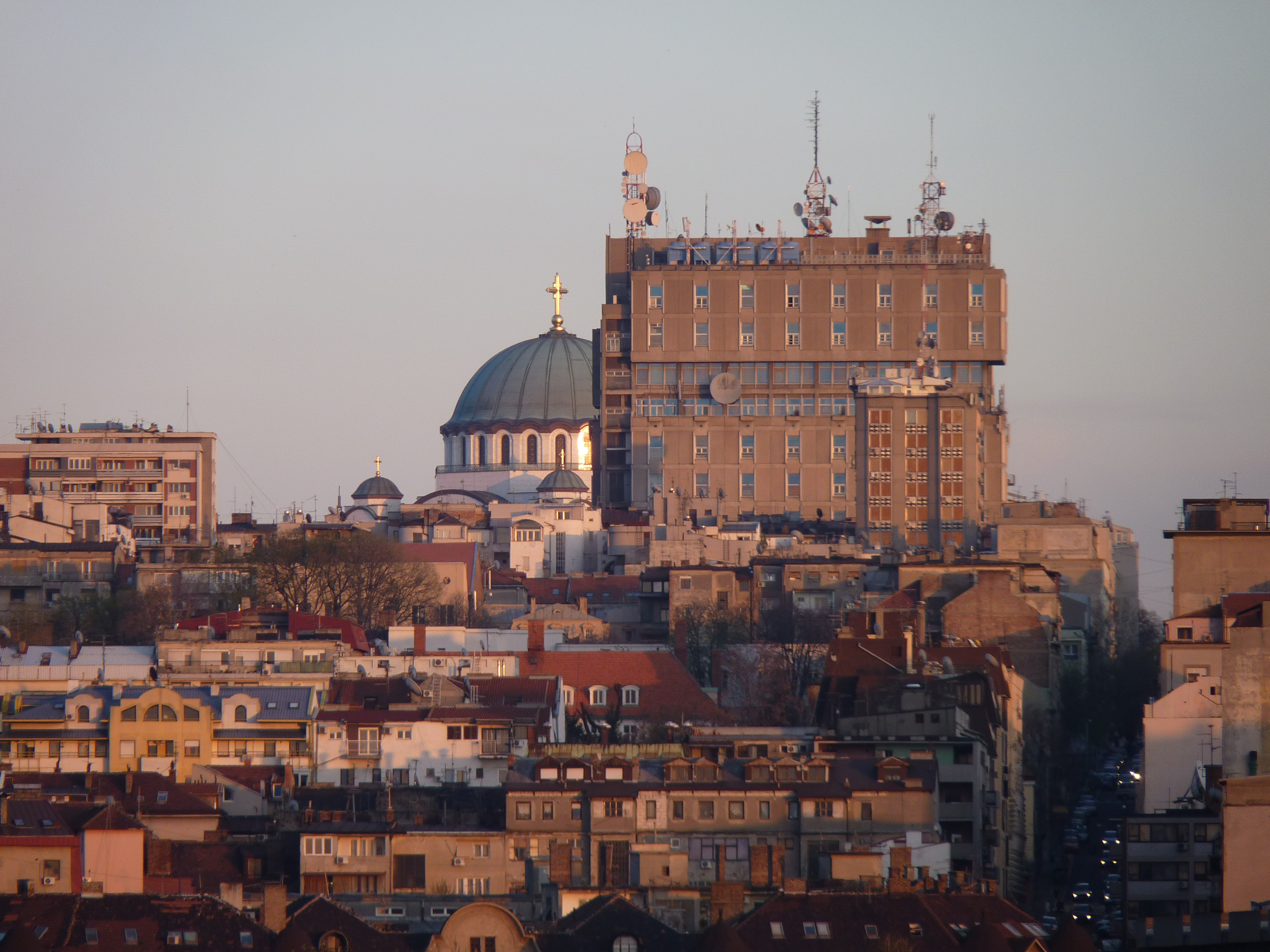
Távközlési központ

A Mobilna telefonija Srbije (mts) a Telekom Srbija mobiltelefon-szolgáltatója, 1997 júniusában alakult. Számos ajánlatot nyújt üzleti és magán előfizetőinek is, 2006. végén vezette be a 3G technológiát. A piac 46%-át fedi le.

### Vezetékes telefon
2010-ig a Telekom Srbija volt az egyetlen ilyen szolgáltató Szerbiában, ekkortól a Telenor Serbia is nyújt ilyen szolgáltatást.

### Internet
A vállalat tulajdonában áll a Mondo.rs hírportál.

### Televízió
A Telekom Srbija az Arena Sport 1, 2, 3 és 4 televíziós csatornák többségi tulajdonosa. Ez egy sportcsatorna, 4 csatornája műholdon vagy kábelen át fogható Bosznia-Hercegovina, Horvátország, Macedónia, Montenegró és Szerbia területén.

## Szolgáltatási területek

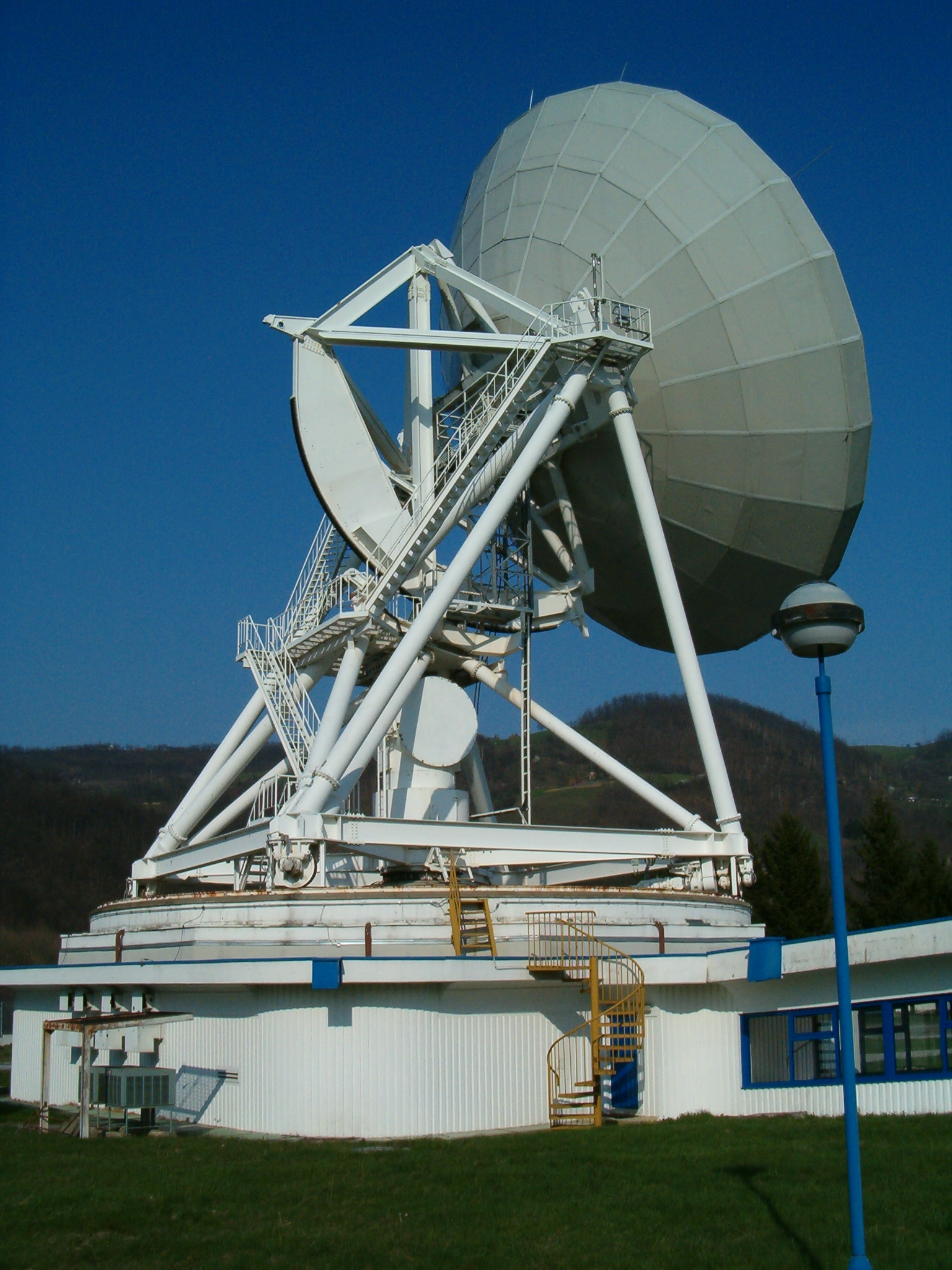
A cég egyik földi műsorközlő állomása

### Bosznia-Hercegovina
A Telekom Srbija 2006-ban 646 millió euróért vette meg a Telekom Srpske 64%-át, ezzel felüllicitálva a 467 millió eurót ajánló Telekom Austriát. Itt is fogható az Arena Sport 1, 2, 3 és 4.

### Montenegró
A Telekom Srbija 2007. július 16-án kezdte meg működését az országban, miután az Ogalar B.V. vállalattal alkotott konzorciuma megszerezte a jogot, hogy a harmadik mobiltelefon-szolgáltató legyen. A licencért 16 millió eurót ajánlottak. A leányvállalat neve m:tel, 51%-ban tulajdonolja a Telekom Srbija. Itt is fogható az Arena Sport 1, 2, 3 és 4.

### Horvátország
Horvátországban a Maxtv az 1, 2, 3, 4 és 5 csatornák tulajdonosa és közvetítője, saját kommentátorokkal is rendelkezik.

## Fordítás
Ez a szócikk részben vagy egészben  a   Telekom Srbija című angol Wikipédia-szócikk ezen változatának fordításán alapul.  Az eredeti cikk szerkesztőit annak laptörténete sorolja fel. Ez a jelzés csupán a megfogalmazás eredetét és a szerzői jogokat jelzi, nem szolgál a cikkben szereplő információk forrásmegjelöléseként.